# Boario Terme
Boario (Boér in dialetto camuno) è una frazione del comune di Darfo Boario Terme, posto nella bassa Val Camonica, a nord del Lago d'Iseo. È centro turistico e termale.
La cittadina sorge attorno alle omonime terme.

## Monumenti e luoghi d'interesse

### Terme
Le sorgenti spontanee di cui la zona è ricca presentano una concentrazione di numerosi sali minerali, fra cui soprattutto il ferro, che rendono le acque indicate come integratori dietetici.
Ci sono quattro sorgenti naturali, caratterizzate da diverse concentrazioni di minerali, chiamate Antica Fonte, Igea, Fausta e appunto Silia (ora ha mutato nome in Boario), tutte contenute nel grande Parco delle Terme.
Il Padiglione dell'Antica Fonte, un loggiato semicircolare che termina nella Cupola Marazzi, dal nome dell'architetto Americo Marazzi, edificato nel 1913, è un esempio di architettura Liberty.
Lo sfruttamento delle sorgenti di acque minerali, note come Terme di Boario, inizia a metà del XIX secolo. Fino a quel periodo, la zona dove oggi sorge il sito termale, era nota come Casì o Cadì de Boér, Casino di Boario, in dialetto camuno.
Oltre un secolo di storia e conoscenza ha permesso di perfezionare le modalità migliori per ottenere i numerosi e vari benefici portati da queste straordinarie acque: le cure idropiniche, ovvero le cure a base di acqua termale per depurare il corpo da scorie e tossine, le cure inalatorie, la fango-balneoterapia e la massoterapia. A queste si aggiungono piscine termali, saune finlandesi, bagni turchi, docce emozionali, percorsi Kneipp e cascate di ghiaccio.
Con il trionfo della moda di "passare le acque", nella seconda metà dell'Ottocento l'acqua Antica Fonte compare nei negozi degli speziali milanesi, accolta come un vero e proprio toccasana. Uno dei suoi più noti estimatori fu Alessandro Manzoni, che ne ordinò - tramite una lettera oggi conservata negli archivi delle Terme - più di cento bottiglie, per trattare un'affezione epatica. Anche la sua seconda moglie, Teresa Stampa, ebbe modo di apprezzare personalmente la straordinaria efficacia di queste acque termali, come testimonia una sua lettera datata 16 dicembre 1845: "...avevo poi anche desiderato e stabilito tante volte di volerle dir io, di mia mano, che la mia totale guarigione l'ho dovuta alle acque di Boario".
A partire dai primi anni del XX secolo, le terme diventeranno un luogo di villeggiatura mondano, in seguito all'apertura dell'allora Grand Hotel des Thermes.
Da allora le attività termali hanno costituito la principale attrazione turistica attorno alla quale ruota la vita della cittadina. Dopo una fase di calo strutturale e di crisi delle attività termali avvenuta durante gli anni novanta, a partire dalla ristrutturazione del 2007 le terme hanno ripreso a essere un polo di attrazione, soprattutto per la famosa spa, le cure estetiche e per i centri benessere. Le attività e le cure termali sono praticabili nel parco delle terme, nell'attiguo Centro Cure Violati, oltre che nei centri benessere dei numerosi hotel della zona.

### Parco comunale delle incisioni rupestri di Luine
Si trova in posizione rialzata rispetto al centro di Boario, sulla destra orografica della valle, ed è raggiungibile a piedi dalla strada che collega Boario Alta a Gorzone.
Si tratta di un luogo ricco di numerose rocce d'arenaria rossa recanti le caratteristiche incisioni rupestri della Val Camonica, oltre a un piccolo stagno e a sbalzi erbosi. Nel parco sono visibili anche alcune marmitte glaciali, testimonianza dell'ultima glaciazione.

### Masso dei Corni freschi
Fra le incisioni visibili nel territorio di Boario, va menzionato il megalite con figure di alabarde, chiamato Masso dei Corni Freschi. Il megalite e i suoi petroglifi sono visibili al di là della piccola collina di arenaria rossa detta "Monticolo", che si trova a est del centro di Boario Terme. Le incisioni raffigurate sul megalite risultano essere isolate, dato che nella stessa area non sono stati rinvenuti altri petroglifi.
Dal punto di vista stilistico, queste raffigurazioni sono assimilabili alle molte statue stele rinvenute in Val Camonica e attribuite al periodo del Calcolitico Camuno, come del resto i più noti Massi di Cemmo e il Capitello dei Due Pini, considerati anche dello stesso periodo.

### Archeopark
Sorge in prossimità del megalite, un parco tematico dedicato alla preistoria alpina, costruito attorno ad un laghetto artificiale. Il parco mostra le condizioni e le tecniche di vita dei popoli della preistoria alpina. Ospita inoltre numerosi laboratori archeodidattici e di archeologia sperimentale.

### Architettura religiosa
- Santuario della Madonna degli Alpini, chiesa inaugurata nel 1957, per commemorare i caduti della Battaglia di Nikolaevka.[7]

## Società

### Evoluzione demografica
Abitanti censiti

### Folklore
Gli scütüm sono, nei dialetti camuni, dei soprannomi o diminutivi, a volte anche personali, altre indicanti tratti caratteristici di una comunità. Quello che contraddistingue gli abitanti di Boario è Piharöi (pisciaroli), evidentemente riferito alle proprietà diuretiche della loro acqua termale.

## Infrastrutture e trasporti

### Strade
Boario si trova sulla SS42 del Tonale e della Mendola. È raggiungibile da Brescia, costeggiando il Lago d'Iseo e da Milano e Bergamo, percorrendo la SS42, attraverso la Val Cavallina.
Tempi di percorrenza in automobile: 25 minuti circa da Iseo. 45 minuti circa da Brescia. 50 minuti circa da Bergamo.

### Ferrovie
Boario Terme è attraversata dalla ferrovia Brescia-Iseo-Edolo ed è servita dalla fermata omonima a sua volta affiancata da un'autostazione per le linee interurbane. La fermata odierna fu aperta nel 1956 in sostituzione della precedente che percorreva l'originario tracciato a fianco della strada nazionale.

## Sport
A Boario esistono infrastrutture che consentono la pratica di:
- ciclismo;
- calcio
- pallacanestro
- motocross
- mountain biking;
- arrampicata;
- pesca di fiume e di lago;
- escursionismo di mezza montagna;
- passeggiate a cavallo;
- nuoto in vasca coperta e aperta.

Nel periodo invernale, gli impianti sciistici di risalita di Borno e di Monte Campione sono raggiungibili con 40 minuti circa di automobile.
Nel 1982 Boario Terme fu sede di arrivo di una tappa del Giro d'Italia.
Tappe del Giro d'Italia con arrivo a Boario Terme
| Anno | Tappa | Partenza          | km  | Vincitore di tappa | Maglia rosa     |
| ---- | ----- | ----------------- | --- | ------------------ | --------------- |
| 1982 | 17ª   | Fiera di Primiero | 235 | Silvano Contini    | Silvano Contini |